# Solax Company
Solax Company foi um estúdio cinematográfico estadunidense fundado em 1910 por executivos procedentes da Gaumont – Alice Guy Blaché, seu marido Herbert e um parceiro, George A. Magie. Tornou-se, posteriormente, a Solax Film Corporation. A Solax Company tinha seus estúdios em Fort Lee, Nova Jérsei, numa época em que grande parte dos primeiros estúdios de cinema estadunidenses eram ali localizados.

## Histórico

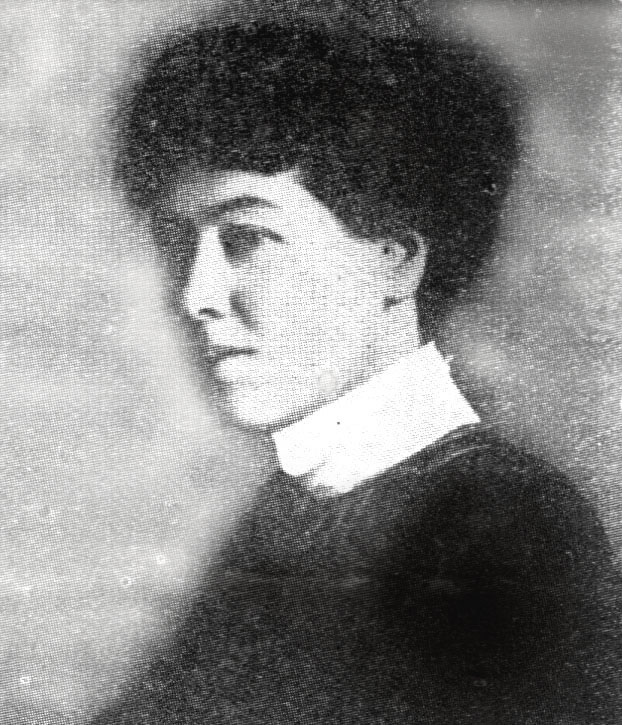
Alice Guy, fundadora da Solax Company.

Por volta de 1910, Herbert Blaché estava administrando o ramo de produção americano da Gaumont, empresa de produção cinematográfica baseada em Paris, pertencente a Leon Gaumont. Alice Guy Blaché foi diretora artística da nova empresa e dirigiu muitos de seus lançamentos, enquanto seu marido gerenciava a produção. Os primeiros estúdios da Solax foram em Flushing, Nova Iorque, mas, como a Solax cresceu, os Blaché investiram em uma moderna instalação em Fort Lee. O novo estúdio, completado em 1912, custou por volta de $100,000. Os estúdios da Solax eram bastante sofisticados, tinham os palcos sob um telhado de vidro, vestiários, lojas, escritórios administrativos, lugares para figurinos e um laboratório para processar e editar os filmes.
A Metro Pictures Corporation, uma das precursoras da Metro Goldwyn Mayer, iniciou sua atuação no cinema com a distribuição dos filmes da Solax, por volta de 1915/ 1916.
No entanto, a Solax, assim como outras companhias da indústria cinematográfica da costa leste declinaram rapidamente durante a década de 1920 como resultado do crescimento fenomenal das instalações de cinema em Hollywood, Califórnia, que oferecia custos mais baixos e um clima que ajudava nas filmagens durante todo o ano.

## Filmes

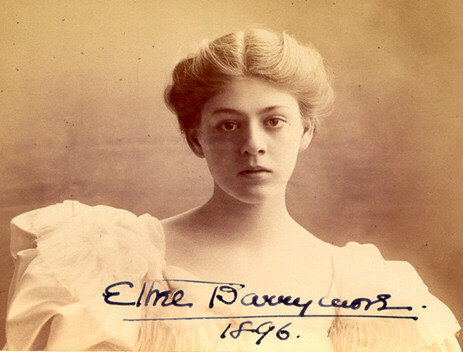
Ethel Barrymore, uma das grandes estrelas da Solax Company.

Alguns filmes representativos da Solax foram: Dublin Dan (1912); Rogues of Paris (1913); Brennan of the Moor (1913); The Pit and the Pendulum (1913); Shadows of the Moulin Rouge (1914). Entre os atores mais conhecidos da Solax estavam Olga Petrova, Ethel Barrymore, John Barrymore e Alla Nazimova.
Em 1912, a Solax fez um curta-metragem intitulado A Fool And His Money, que foi dirigido por Alice Guy Blaché. Acredita-se ser esse o primeiro filme já feito com um elenco que incluía apenas atores afro-americanos. Esse filme agora está no National Center for Film and Video Preservation, do American Film Institute.
Quando ainda Solax Company, sua produção cinematográfica era distribuída pela Motion Picture Distributing and Sales Company. Ao se organizar como Solax Film Corporation, a distribuição, até 1913, era feita pela Film Supply Company of América, e posteriormente pela Box Office Attractions Company.
Quando os Blaché não estavam usando seu estúdio, eles o alugavam para outras empresas de produção, e as instalações continuaram a ser usadas sob o nome de Solax Studios, mesmo quando alugados para empresas como a Goldwyn Pictures.
A Pathé alugou os estúdios da Solax durante algum tempo e ali foram produzidos muitos filmes da “Astra”, tais como Naulahka (Pathé/Astra, 1918), protagonizado pela dançarina Doraldina.
Outro estúdio a alugar os Solax Studios foi a companhia de Lewis Selznick (pai de David O. Selznick), a Selznick Picture Corp, formada em 1916, e que em 1917 seria denominada Select Pictures.

## Alice Guy-Blaché

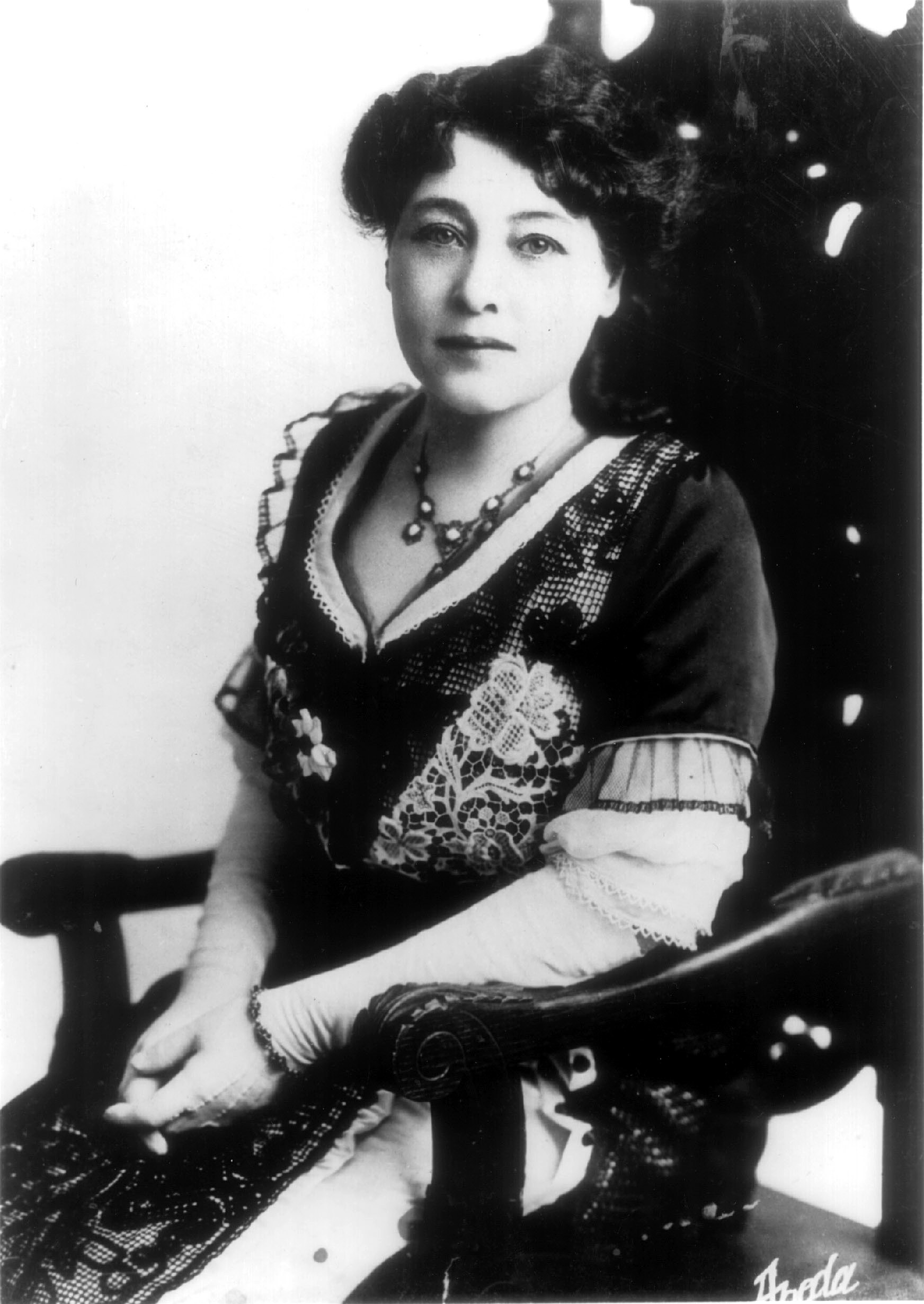
Alice Guy Blaché, a primeira mulher a dirigir filmes.

Alice Guy Blaché é considerada não apenas a primeira mulher a dirigir filmes, mas também a primeira mulher de negócios na indústria cinematográfica. Os Blaché continuaram a trabalhar em seu estúdio, até quando a dissolução do seu casamento terminou com a parceria na Solax Company.
Após o divórcio, Alice Guy retornou à França em 1922, não mais voltando ao ramo cinematográfico; retornou aos Estados Unidos apenas em 1964, e morreu nas proximidades do estúdio que fundara, em Nova Jérsei, em 1968.
O filme-documentário franco-belga-canadense de 1995, Le jardin oublié: La vie et l'oeuvre d'Alice Guy-Blaché, relata a história da diretora Alice Guy Blaché, hoje esquecida, e seus mais de 700 filmes. Dentro do documentário, há a edição do filme The Ocean Waif, produzido em 1916, que foi dirigido por Alice, mas não apresenta seu nome nos créditos.